# 能勢俊介
能勢 俊介（のせ しゅんすけ）は日本の競馬評論家である。

## 経歴
かつてはケイシュウNEWSのトラックマンとして活動していた。20代でケイシュウNEWSの看板評論家となり、33歳の時にケイシュウNEWS本紙予想を担当した。本紙予想担当への抜擢は当時の競馬新聞業界でも最年少という異例の登用であった。
ケイシュウNEWSの中央競馬版休刊に伴い、スポーツ報知へ一度移籍したがその後独立し、現在はフリーの競馬評論家として活動している。
ラジオNIKKEIの競馬解説を担当したり、東京スポーツへコラムを寄稿するなど競馬メディアへの関わりは現在に至るまで続いている。
将棋棋士の野月浩貴と交友があり、しばしば能勢が野月の家を訪れ酒を酌み交わす仲である。

## おもな連載・出演番組
- グリーンチャンネル『中央競馬中継』ほか
- 日経ラジオ社『中央競馬実況・第1放送』
- 東京スポーツ「能勢俊介の次回の懸賞馬」（原則として毎週火曜連載）